# Homoeopteryx
Homoeopteryx is een geslacht van nachtvlinders. De spanwijdte van vlinders uit dit geslacht ligt meestal tussen de 25 en 150 millimeter.

## Onderliggende soorten
- Homoeopteryx divisa Jordan, 1924
- Homoeopteryx elegans Jordan, 1924
- Homoeopteryx major Jordan, 1924
- Homoeopteryx malecena (Druce, 1886)
- Homoeopteryx syssauroides Felder, 1874